# Inscriptiones Graecae
Inscriptiones Graecae (IG, "Inscrições gregas" em latim), é um projeto acadêmico iniciado originalmente pela Academia de Ciências da Prússia e continuado hoje pela sua sucessora, a Academia das Ciências de Berlim. O seu propósito é colecionar e publicar todas as inscrições antigas conhecidas da Grécia continental e as ilhas.
O projeto foi desenhado como uma continuação do Corpus Inscriptionum Graecarum (Corpus de inscrições gregas) publicado por August Böckh entre 1825 e 1860, e como uma obra paralela ao Corpus Inscriptionum Latinarum (Corpus de inscrições latinas) fundado por  Theodor Mommsen em 1847. De 1860 a 1902 foi dirigido por Adolf Kirchhoff. De 1902 a 1931 por Ulrich von Wilamowitz-Moellendorff, quem reorganizou e deu um pulo às IG, tornando-as numa das publicações seriadas mais importantes de material para os estudos clássicos.
Após a Segunda Guerra Mundial o projeto sofreu por falta de orçamento e apóio. Foi interrompido temporariamente em 1972, mas em 1994 foi recuperado pela novamente reformada Academia Berlin-Brandenburg.
Por enquanto foram publicados 49 fascículos, e alguns de eles foram reeditados. A preparação dos volumes individuais foi confiada parcialmente a expertos externos, em cujo caso a Academia de Berlim leva a cabo a edição final. A Academia conserva também uma coleção de cópias (feitas mediante impressões mecânicas em papel molhado) das inscrições gregas. Atualmente o projeto é dirigido por Peter Funke. Entre os diretores anteriores encontram-se Wilhelm Dittenberger, Friedrich Hiller von Gaertringen, Johannes Kirchner e Günther Klaffenbach.
Todos os textos editoriais são publicados em latim, fato que foi ocasionalmente críticado, dado o uso decrescente desta língua e o esforço extraordinário que requer dos editores. Até há pouco tempo, os textos eram editados sem tradução, mas recentemente são facilitadas, no site da IG, as traduções para o alemão dos últimos volumes.